# Distretto di Garhwa
Il distretto di Garhwa è un distretto del Jharkhand, in India, di 1 034 151 abitanti. Il suo capoluogo è Garhwa.